# Dagmar
Dagmar je žensko osebno ime.

## Različice imena
- ženske oblike imena:Dagmar, Dagmara, Daša
- moške oblike imena:Dagmar, Dag

## Tujejezikovne različice imena
- pri Angležih: Dagmar
- pri Špancih: Dagomaro
- pri Slovakih in Poljakih: Dagmar, Dagmara
- pri Čehih: Dagmar, Dagmara, Daša, Daška, Dašenka, Dašička, Dagmarka, Dagmaruška
- pri Nemcih: Dagmar, Dagmara, ljubkovalno Dagny
- pri Švedih: Dag

## Izvor imena
Ime Dagmar je nesklonjivo ime, ki se pojmuje kot skandinavsko ime, ki je verjetno nastalo iz slovanskega imena Dragomir oz. Dragomira, ime pa je možno razlagati tudi iz staronordijske besede dagr (nordijsko dag), ki pomeni »dan« in móerr, ki pomeni »bleščeč, slaven«. 

## Pogostost imena
Po podatkih Statističnega urada Republike Slovenije je bilo na dan 31. decembra 2007 v Sloveniji število ženskih oseb z imenom Dagmar:87. Med vsemi ženskimi imeni pa je ime Dagmar po pogostosti uporabe uvrščeno na 645 mesto.

## Osebni praznik
Dagmar praznuje god 24. maja.

## Znane osebe
- Iz zgodovine je znana Dagmar, s pravim imenom Markéta, hči češkega kralja Otokarja I., ki je umrla leta 1212